# Pedro Auréolo

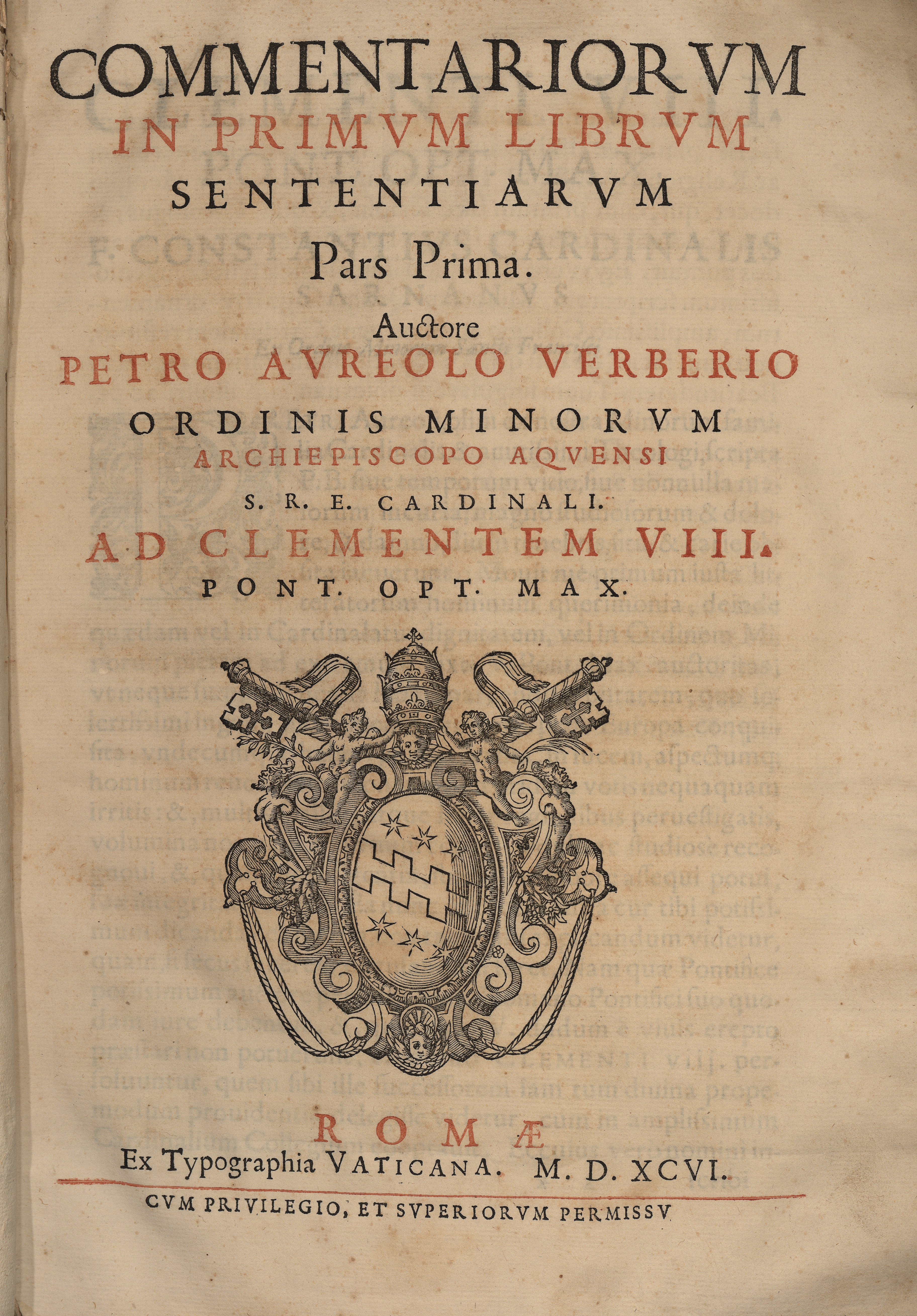
Commentarii in libros sententiarum

Pedro Auréolo (Gourdon, c. 1280- 10 de enero de 1322) fue un filósofo y teólogo franciscano francés, llamado doctor facundus.

## Biografía
Nació en la región de Aquitania hacia 1280, sin que se pueda precisar el año. Hacia 1304 estudió en París, donde probablemente fue discípulo de Duns Scoto, aunque se desconocen las relaciones que pudo tener con el Doctor Sutil, al que se opone en no pocas tesis. Enseñó como lector en los estudios generales de Bolonia (1312) y Tolosa (1314). En 1316 volvió a París, donde consiguió el bachillerato y el doctorado en teología, y enseñó en el Centro de la Orden (1318-1319). Al año siguiente le hacen provincial de Aquitania. Nombrado arzobispo de Aix-en-Provence en 1321, muere en Aviñón en enero del siguiente año.

## Obras
Pedro Auréolo escribió numerosas obras entre las que cabe destacar: Tractatus de principiis naturae, comentario a las Sentencias de Pedro Lombardo, publicado en dos ediciones y que es su obra maestra y Tractatus de conceptione B. Mariae Virginis, en el que se muestra defensor decidido de la Inmaculada Concepción.

## Pensamiento
Es un autor de gran personalidad y de espíritu independiente, que polemiza con casi todos los autores de su tiempo, incluidos Tomás de Aquino y el mismo Scoto. Sus maestros preferidos son san Agustín y Aristóteles, a los que también critica. Incluso alaba y censura, al mismo tiempo, a Averroes. Su pensamiento no puede ser clasificado con la etiqueta de una escuela concreta. Se anticipa a Guillermo de Occam en no pocas tesis.
Auréolo parte del principio firme e insoslayable de que todo ser existente es siempre un ser individual, y que no existe ningún universal fuera de la mente, lo que no impide que Dios pueda crear individuos que pertenezcan a la misma especie. El concepto es una realidad puramente mental, es el representante mental de la cosa conocida. En el marco del problema de los universales, Auréolo merece ser definido como un conceptualista y de ningún modo como nominalista. Va tanto contra el realismo moderado de los tomistas como contra las formalidades escotistas.
Para este franciscano, la persona humana goza de la prerrogativa de la autodeterminación. El hombre es libre y no puede ser mediatizado ni impedido en su libertad ni por agentes materiales ni por cuerpos celestes. Dios conoce los actos libres futuros y todos los acontecimientos, pero no como presentes sino de un modo que prescinde de las categorías temporales del pasado, del presente y del futuro. El poder y la libertad divinas son absolutos y no están sometidos a ninguna ley.